# Jan Anne Lycklama à Nijeholt
Jan Anne Lycklama à Nijeholt (Oldeboorn, 3 december 1809 - Den Haag, 19 april 1891) was burgemeester van de Friese gemeente Opsterland.

## Leven en werk
Jhr. Lycklama à Nijeholt was een zoon van Tinco Martinus Lycklama à Nijeholt en Francina Johanna Blomkolk. Hij diende vanaf zijn 18e jaar bij de marine. Hij onderscheidde zich bij een schermutseling voor Biervliet op de Z.M. schip De Zeeuw. Na een retourreis naar Nederlands-Indië op Z.M. fregat Algiers, verliet hij in 1835 als luitenant-ter-zee de marine. Hij trouwde op 21 januari 1836 te Beetsterzwaag met Ypkjen Hillegonda Van Eysinga, dochter van Binnert Philip van Eysinga en Eritia Ena Romelia van Lynden. In 1837 werd hij lid van de gemeenteraad van Opsterland. Vervolgens werd hij in 1839 wethouder van deze gemeente, een functie die aanvankelijk assessor en vanaf 1851 officieel wethouder werd genoemd. Van 1853 tot 1865 was hij burgemeester van Opsterland. Daarnaast was hij gedurende twee periodes, van 1841 tot 1862 en van 1865 tot 1886 lid van Provinciale Staten van Friesland. Hij hield zich op provinciaal niveau met waterstaatszaken bezig. Hij schreef in 1869 de Verbetering van Frieslands Watertoestand: beschouwingen over de beginselen en middelen, welke ten aanzien der afstrooming van het boezemwater dezer provincie vroeger bestonden, thans bestaan en nog gevolgd behoorden te worden, teneinde het, zooveel mogelijk, duurzaam meester te zijn. Hij was gevolmachtigde van het waterschap de Zeven Grietenijen en stad Sloten. Daarnaast was hij ook vanaf 1850 administrerend gecommitteerde van de Opsterlandse Veencompagnie.

## Lycklamahuis te Beetsterzwaag

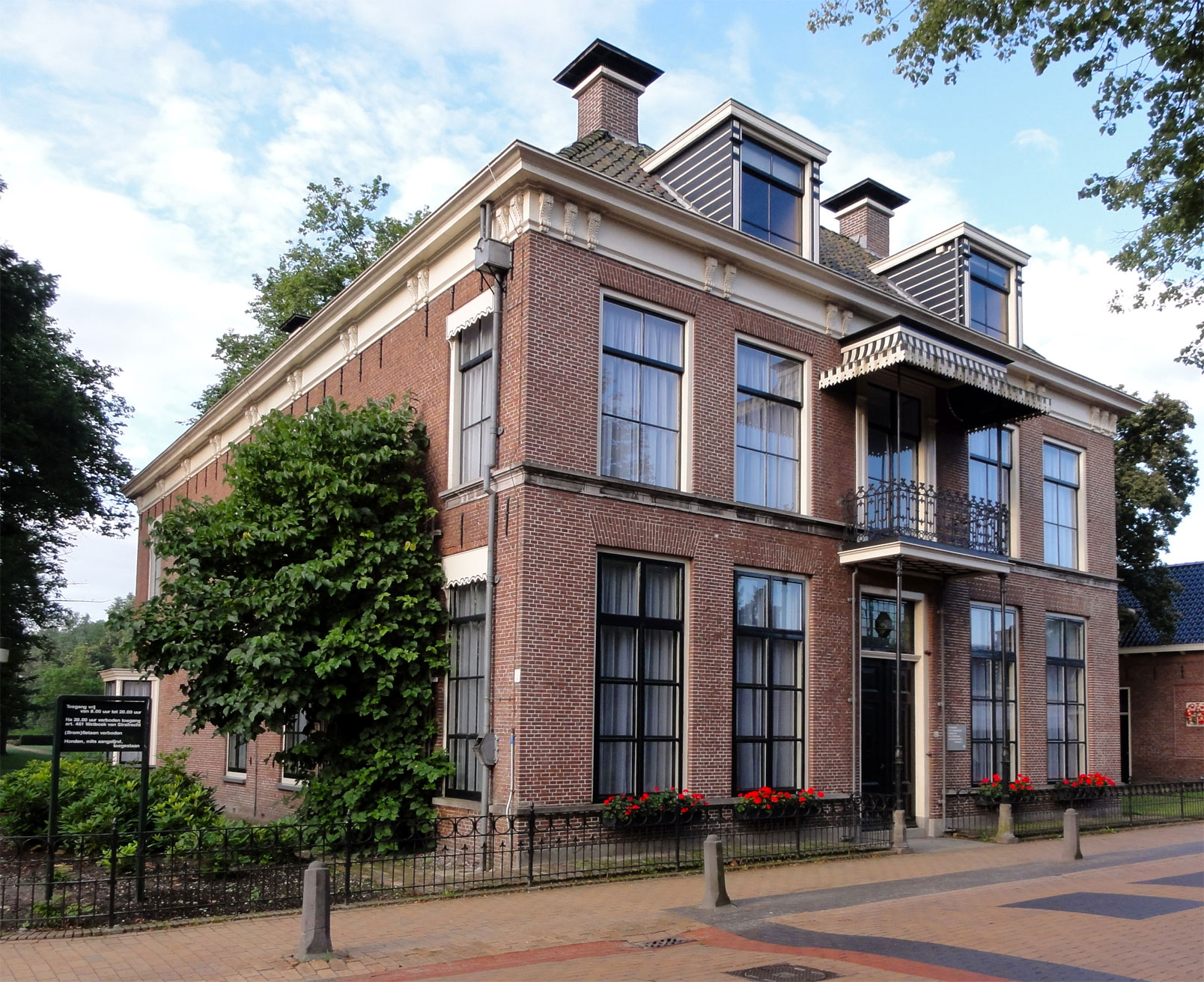
Het Lycklamahuis aan de Hoofdstraat te Beetsterzwaag

Door erfenis van haar oudtante verkreeg zijn vrouw een woning aan de Hoofdstraat te Beetsterzwaag. Zijn vrouw overleed in 1854. Lycklama à Nijeholt liet het huis in 1858 vergroten door het plaatsen van een tweede verdieping. Na zijn overlijden in 1891 erfde zijn dochter freule Eritia Ena Romelia Lycklama à Nijeholt deze woning. In 1971 kwam het pand, sinds 1917 het Lycklamahuis genoemd, in het bezit van de gemeente Opsterland. Vanaf die tijd is het gebouw in gebruik als gemeentehuis van deze gemeente. Het huis is erkend als rijksmonument. Zijn zoon Augustinus liet in 1867 in de omgeving van het ouderlijk huis in Beetsterzwaag een herenhuis op het landgoed Lauswolt bouwen, maar verkocht dit weer in 1878.

## 't Oude Bosch
Lycklama à Nijeholt bezat onder meer grote complexen heide en bossen rond Duurswoude. Daartoe behoorde onder meer 't Oude Bosch, dat deels fungeerde als productiebos en deels diende voor recreatie. De in dit bos aangelegde Freulevijver herinnert aan zijn dochter Eritia Ena Romelia.